# Macedon (villa)
Macedon es una villa ubicada en el condado de Wayne en el estado estadounidense de Nueva York. En el año 2000 tenía una población de 1,496 habitantes y una densidad poblacional de 472 personas por km².

## Historia
El acentamiento se hizo en 1762.

## Geografía
Macedon se encuentra ubicada en las coordenadas 43°4′8″N 77°18′9″O / 43.06889, -77.30250.

## Demografía
Según la Oficina del Censo en 2000 los ingresos medios por hogar en la localidad eran de $45,774, y los ingresos medios por familia eran $55,288. Los hombres tenían unos ingresos medios de $39,250 frente a los $27,738 para las mujeres. La renta per cápita para la localidad era de $19,503. Alrededor del 7.1% de la población estaban por debajo del umbral de pobreza.